# Коровченко Андрій Григорович
Андрій Григорович Коровченко (9 червня 1920, село Звьоздочка Приморської губернії, тепер Ольгинського району Приморського краю, Російська Федерація — 3 січня 1965, місто Київ) — український радянський і партійний діяч. Депутат Верховної Ради УРСР 4—5-го скликань. Кандидат у члени ЦК КПУ в січні 1956 — січні 1965 р.

## Біографія
Народився в селянській родині. Навчався у Владивостоцькому суднобудівному технікумі. У 1937—1939 роках — кочегар пароплава.
У 1939—1940 роках — інструктор Політичного відділу Далекосхідного морського пароплавства, заступник начальника морехідного училища, помічник начальника Політичного відділу з комсомолу Далекосхідного морського пароплавства.
Член ВКП(б) з 1940 року.
У 1940—1941 роках — 1-й секретар Владивостоцького міського комітету ВЛКСМ.
У 1941—1944 роках — служба на ВМФ СРСР. У 1942 закінчив військове училище.
У квітні 1944 — жовтні 1946 року — секретар Одеського обласного комітету ЛКСМ України з військової роботи, 1-й секретар Одеського міського комітету ЛКСМ України.
У 1946—1949 роках — інструктор та помічник начальника Політичного відділу із комсомолу Чорноморського морського пароплавства, помічник начальника Політичного відділу пароплавства «Радтанкер».
У 1949 році — секретар бюро КП(б)У будівельного тресту № 1 Головморбуд у місті Одесі.
У 1949—1952 роках — 2-й, 1-й секретар Воднотранспортного районного комітету КП(б)У міста Одеси.
У 1952—1954 роках — 2-й секретар Одеського міського комітету КПУ. У 1954 — жовтні 1954 року — інструктор Відділу партійних органів ЦК КПРС.
У жовтні 1954 — квітні 1960 року — 1-й секретар Севастопольського міського комітету Компартії України.
18 квітня 1960 — грудень 1962 року — 2-й секретар Кримського обласного комітету КПУ.
У 1962 — вересні 1964 — навчання у Вищій партійній школі при ЦК КПРС.
3 вересня — 7 грудня 1964 року — секретар Миколаївського промислового обласного комітету КПУ — завідувач ідеологічного відділу Миколаївського промислового обласного комітету КПУ.
7 грудня 1964 — 3 січня 1965 року — секретар Миколаївського обласного комітету КПУ з питань ідеології.
Помер після важкої тривалої хвороби. Похований у Києві на Байковому цвинтарі.

## Депутатська діяльність
- Депутат Верховної Ради Української РСР 4-го скликання
- Депутат Верховної Ради Української РСР 5-го скликання

## Військове звання
- майор

## Нагороди
- орден Трудового Червоного Прапора
- медалі